# Sarakhs (Verwaltungsbezirk)
Sarakhs (persisch شهرستان سرخس) ist ein Schahrestan in der Provinz Razavi-Chorasan im Iran. Er enthält die Stadt Sarakhs, welche die Hauptstadt des Verwaltungsbezirks ist.

## Demografie
Bei der Volkszählung 2016 betrug die Einwohnerzahl des Schahrestan 97.519. Die Alphabetisierung lag bei 86 Prozent der Bevölkerung. Knapp 45 Prozent der Bevölkerung lebten in urbanen Regionen.
| Zensusjahr | Einwohnerzahl |
| ---------- | ------------- |
| 2011       | 89.956        |
| 2016       | 97.519        |